# Iaroslava Șvedova
Iaroslava Veaceslavovna Șvedova (în rusă: Яросла́ва Вячесла́вовна Шве́дова; n. 12 septembrie 1987, Moscova, RSFS Rusă, URSS) este o jucătoare profesionistă de tenis, născută în Rusia, dar care joacă pentru Kazahstan.

### Finale deGrand Slam

#### Dublu: 5 (2 titluri, 3 finale)
| Rezultat   | An   | Turneu      | Suprafață | Partener        | Adversar                             | Scor                    |
| ---------- | ---- | ----------- | --------- | --------------- | ------------------------------------ | ----------------------- |
| Câștigător | 2010 | Wimbledon   | Iarbă     | Vania King      | Elena Vesnina Vera Zvonareva         | 7–6(8–6), 6–2           |
| Câștigător | 2010 | US Open     | Hard      | Vania King      | Liezel Huber Nadia Petrova           | 2–6, 6–4, 7–6(7–4)      |
| Finalist   | 2011 | US Open     | Hard      | Vania King      | Liezel Huber Lisa Raymond            | 6–4, 6–7(5–7), 6–7(3–7) |
| Finalist   | 2015 | French Open | Zgură     | Casey Dellacqua | Bethanie Mattek-Sands Lucie Šafářová | 6–3, 4–6, 2–6           |
| Finalist   | 2015 | US Open     | Hard      | Casey Dellacqua | Martina Hingis Sania Mirza           | 3–6, 3–6                |

#### Dublu mixt: 1 (1 finală)
| Rezultat | An   | Turneu      | Suprafață | Partener      | Adversar                          | Scor                  |
| -------- | ---- | ----------- | --------- | ------------- | --------------------------------- | --------------------- |
| Finalist | 2010 | French Open | Zgură     | Julian Knowle | Katarina Srebotnik Nenad Zimonjić | 6–4, 6–7(5–7), [9–11] |

### Premier Mandatory/Premier 5

#### Dublu: 4 (2 titluri, 2 finale)
| Rezultat   | An   | Turneu      | Suprafață | Partener        | Adversar                              | Scor                  |
| ---------- | ---- | ----------- | --------- | --------------- | ------------------------------------- | --------------------- |
| Finalist   | 2011 | Rome        | Zgură     | Vania King      | Peng Shuai Zheng Jie                  | 2–6, 3–6              |
| Câștigător | 2011 | Cincinnati  | Hard      | Vania King      | Natalie Grandin Vladimíra Uhlířová    | 6–4, 3–6, [11–9]      |
| Câștigător | 2015 | Madrid Open | Zgură     | Casey Dellacqua | Garbiñe Muguruza Carla Suárez Navarro | 6–3, 6–7(4–7), [10–5] |
| Finalist   | 2015 | Cincinnati  | Hard      | Casey Dellacqua | Chan Hao-ching Chan Yung-jan          | 5–7, 4–6              |